# Carl Gustav Otto Christian Wrangel

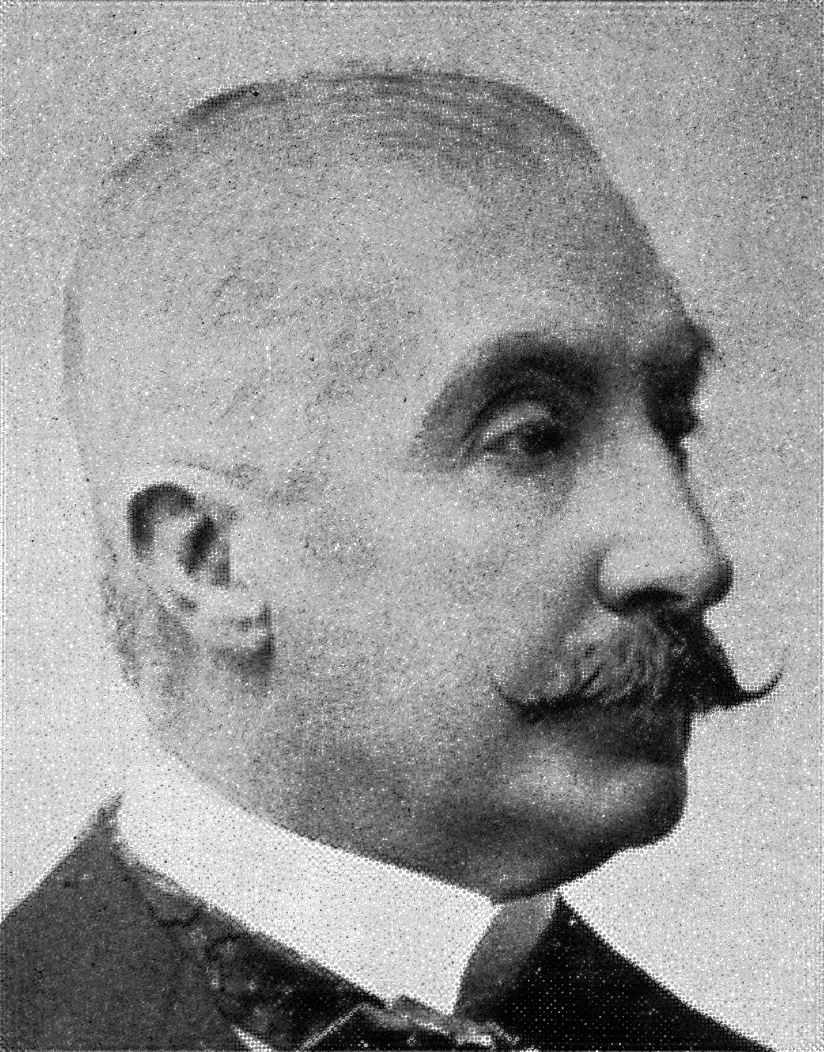

Carl Gustav Otto Christian Graf Wrangel von Sausis (* 4. April 1839 in Hamburg; † 4. Oktober 1908 in Stockholm) war ein schwedischer Hippologe. Wrangel galt als die hippologische Autorität seiner Zeit in Schweden und machte sich international einen Namen als Schriftsteller. Als Autor ist er auch als C. G. Wrangel bekannt.

## Leben
Carl Gustav Wrangel war Sohn des schwedischen Minister-Residenten in Hamburg, Graf Anton Reinhold von Wrangel und Sara Maria, geborene Dedel. Von 1855 bis 1857 besuchte er die Kriegsakademie in Karlberg. 1859 wurde er Unterleutnant im österreichischen Linien-Infanterieregiment Nr. 34 Prinz-Regent von Preußen und nahm unter anderem mit Auszeichnung an der Schlacht von Solferino gegen die Franzosen teil. 1863 beendete er den Kriegsdienst und ging zurück nach Schweden. Am 30. Juni 1868 wurde er Kammerdiener des Königs von Schweden, 1873 Ritter des griechischen Erlöser-Ordens und 1876 Ritter des Wasaordens.
Wieder zurück in Schweden begann seine Laufbahn als Autor. Er war 10 Jahre Herausgeber der Zeitung Tidning för hästvänner (Zeitung für Pferdefreunde). Danach schrieb er 1879–1881 für die Zeitschrift Sporren (Sporen) und von 1879 bis 1883 war er Herausgeber von Smålands allehanda (Smålands Allerlei). Er selbst lebte in Småland, in Jönköping. 1888 wandte er sich wieder hippologischen Themen zu und wurde Redakteur bei der in Stuttgart erscheinenden Zeitschrift Hippologische Revue. Auch schrieb er zwei Jahre für Der Sporn und Die Sportwelt in Berlin. 1892 bis 1895 leitete er verschiedene Privatgestüte in Ungarn, 1894–96 stand er der Galopprennbahn Hoppegarten vor. Von 1897 bis 1901 war er Chef des Auslandsressort des Svenska Dagbladet. 1897 wurde er zum Vertreter der Dachorganisation für Gestüte ernannt.
1863 heiratete er Freiin Julie Amalie Wilhelmine Christine von Ripp (* 1835), mit ihr hatte er zwei Söhne und eine Tochter. Ab 1891 war er in zweiter Ehe mit Tekla Sköldberg verheiratet.

## Werke
- Nordiska Stuteriboken (2 Bände, 1872–76)
- Handbook for hästvänner (2 Teile, 1877; gründlich aufgearbeitet neu aufgelegt 1913, redigiert von Wrangels zweiter Frau Gräfin Tekla Wrangel; deutsch verlegt mit dem Titel Das Buch vom Pferde, 1887–88; 5. Aufl.)
- Der Training des Pferdes zu verschiedenen Gebrauchszwecken (1889)
- Taschenbuch des Kavalleristen (1890)
- Ungarns Pferdezucht in Wort und Bild (4 Teile, 1891–95)
- Das Luxus-Fuhrwerk. Ein Handbuch für Equipagenbesitzer. Schickhardt & Ebner, Stuttgart 1898 (Digitalisat und Volltext im Deutschen Textarchiv).
- Die Rassen des Pferdes – Internet Archive (2 Bände, 1908)